# Хорошево (Харьковская область)
Хо́рошево (укр. Хорошеве) — посёлок, Хорошевский поселковый совет, Харьковский район, Харьковская область, Украина.
Является административным центром Хорошевского поселкового совета, в который не входят другие населённые пункты.

## Географическое положение
Посёлок городского типа Хорошево находится на правом берегу реки Уды,
выше по течению на расстоянии в 2 км расположен пгт Бабаи,
ниже по течению на расстоянии в 2,5 км расположено село Гусиная Поляна,
на противоположном берегу — пгт Безлюдовка.
Посёлок окружен лесными массивами (дуб), в том числе лесом Чёрным. В пойме речки Уды между Хорошевым и Безлюдовкой расположено урочище Кривая Лука.

## Происхождение названия
Название дано по имени дотатарского Хорошего городища с длиной вала 1170 саженей: «Хорошево городище известно было ещё до поселения черкасов в этих местах и составляет памятник Хорошего города, существовавшего до татарского погрома.» В документах 17 века также называется «Хорошее».

## Время основания
Село Хорошево основано в 1653 году. Об этом свидетельствует документ того года, который нашел архивист Страшко Виктор Васильевич. В нем говорится: "черкашенин Тимошка Михалев сказал: стоят де они н[ы]не и поселитца хотят на реке на Удах от Чюгуева верстах в десяти и болши". И эти черкасы хотели, чтобы царь дал им денег сполна для поселения, что он и выполнил

## История
В посёлке сохранились остатки городища скифского времени (IV—III вв. до н. э.), раннеславянской роменской культуры и времен Киевской Руси. Возле городища имеются курганы.
- 1571 год — первое дошедшее до нас письменное упоминание о Хорошевом городище[6]. В XVI веке в росписях сторожевых пунктов, установленных царём Иваном IV Грозным для защиты от нападения степных кочевников на русские земли, отмечаются Донецкое и Хорошевское городища на реке Уды. В росписи мест, которые должен был проехать рыльский голова для наблюдения за перемещением татар, под 1571 годом имеется следующее упоминание:

Да вниз по реке Удам через Павлово селище к Донецкому городищу, да к Хорошеву городищу через Хорошев колодезь.
- В 1654 году,[6] согласно Филарету (Гумилевскому), письменно упоминается о селе Хорошев, уже заселённом черкасами.
- В 1920-х-1930-х годах Воскресенский храм в Хорошево был канонично православным и принадлежал Харьковской и Ахтырской епархии РПЦ[11]; священником в 1932 году был Закрицкий, Иван Андреевич, 1873 года рождения.[11]
- В 1938 году был присвоен статус посёлка городского типа[12].
- В 1940 году, перед ВОВ, в Хорошево было 556 дворов, церковь, ветряная мельница и сельсовет.[13]
- Во время Великой Отечественной войны селение с конца октября 1941 по середину февраля 1943 года и с начала марта по конец августа 1943 года было оккупировано наступавшими немецкими войсками.
- По состоянию на начало 1966 года население составляло 4900 человек, действовали отделение совхоза «Безлюдовский», две средние школы, библиотека, клуб, дошкольное детское учреждение и дом престарелых на 530 мест[9].
- По состоянию на начало 1985 года здесь действовали отделение совхоза «Безлюдовский» овоще-молочного направления, комбинат коммунальных услуг, средняя общеобразовательная школа, больница, поликлиника, дом культуры и библиотека[12].
- В январе 1989 года численность населения составляла 4867 человек[14].
- По состоянию на 1 января 2013 года численность населения составляла 4301 человек[15].

## Язык
Родной язык по переписи 2001 г.
|          | украинский | русский | белорусский |
| -------- | ---------- | ------- | ----------- |
| Хорошево | 85,91 %    | 13,79 % | 0,26 %      |

## Объекты социальной сферы
- Хорошевский гериатрический пансионат.
- пансионат Школа.
- Дом культуры.
- Больница.
- Детский сад

## Известные жители
- Петлёванный Виталий Иванович (3 (16) декабря 1914, Винница — 1989) — украинский советский писатель, автор повести «Гуляй-Гора» о Хорошеве.

## Транспорт
В посёлке находится железнодорожная станция Жихарь, которая обеспечивает сообщение с Харьковом по изюмскому направлению Южной железной дороги.
Также посёлок связан с Харьковом автобусными маршрутами № 1167 и 1702.

## Достопримечательности
- Памятник архитектуры — Михайловская церковь (1785).
- С XVII века в Хорошеве находился Хорошевский Вознесенский девичий монастырь[20], на месте которого в 1924 году был создан Хорошевский гериатрический пансионат Харьковского района, который работает и сейчас[21].
- Братская могила советских воинов. Похоронено 229 воинов.

## Религия
- Хорошевский монастырь.
- Церковь Вознесения Господня.
- Церковь Казанской иконы Божией Матери.[22]